# Cryptocentrus fasciatus
Espèce
Cryptocentrus fasciatus, le Gobie sellé, est une espèce de gobies (famille des Gobiidae), de la sous-famille des Gobiinae et du genre Cryptocentrus.

## Répartition
Cryptocentrus fasciatus se rencontre dans l'Océan Indien et dans l'Est de l'Océan Pacifique incluant l'Est de l'Afrique, Madagascar, le Sri Lanka, les Îles Andaman (Inde), les Philippines, l'Australie et les Îles Salomon.
Cette espèce est présente sur les côtes de l'Île de la Réunion et sur celles de la Nouvelle-Calédonie.

## Habitat
Cryptocentrus fasciatus est une espèce marine associée aux récifs tropicaux que l'on rencontre, dans les eaux claires, entre 5 et 20 m de profondeur sur le sable, des pentes intérieures des récifs côtiers où il occupe des terriers,.

## Description

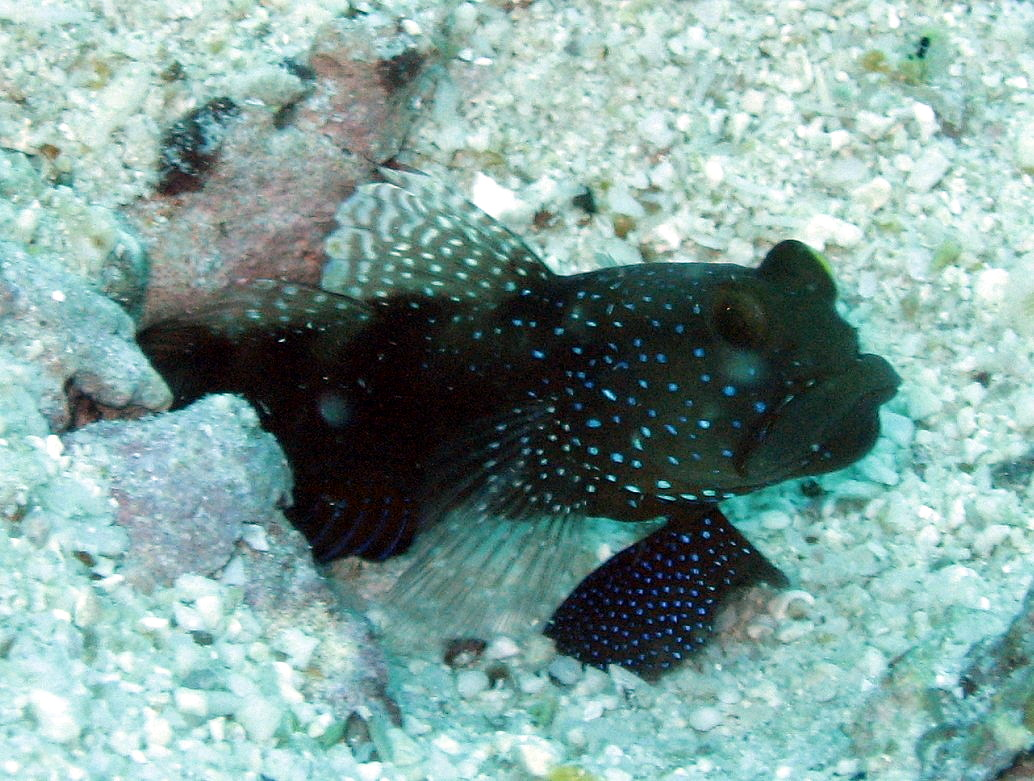
Cryptocentrus fasciatus

Cryptocentrus fasciatus mesure de l'ordre de 8 à 13 cm et peut atteindre jusqu'à 14 cm de longueur.

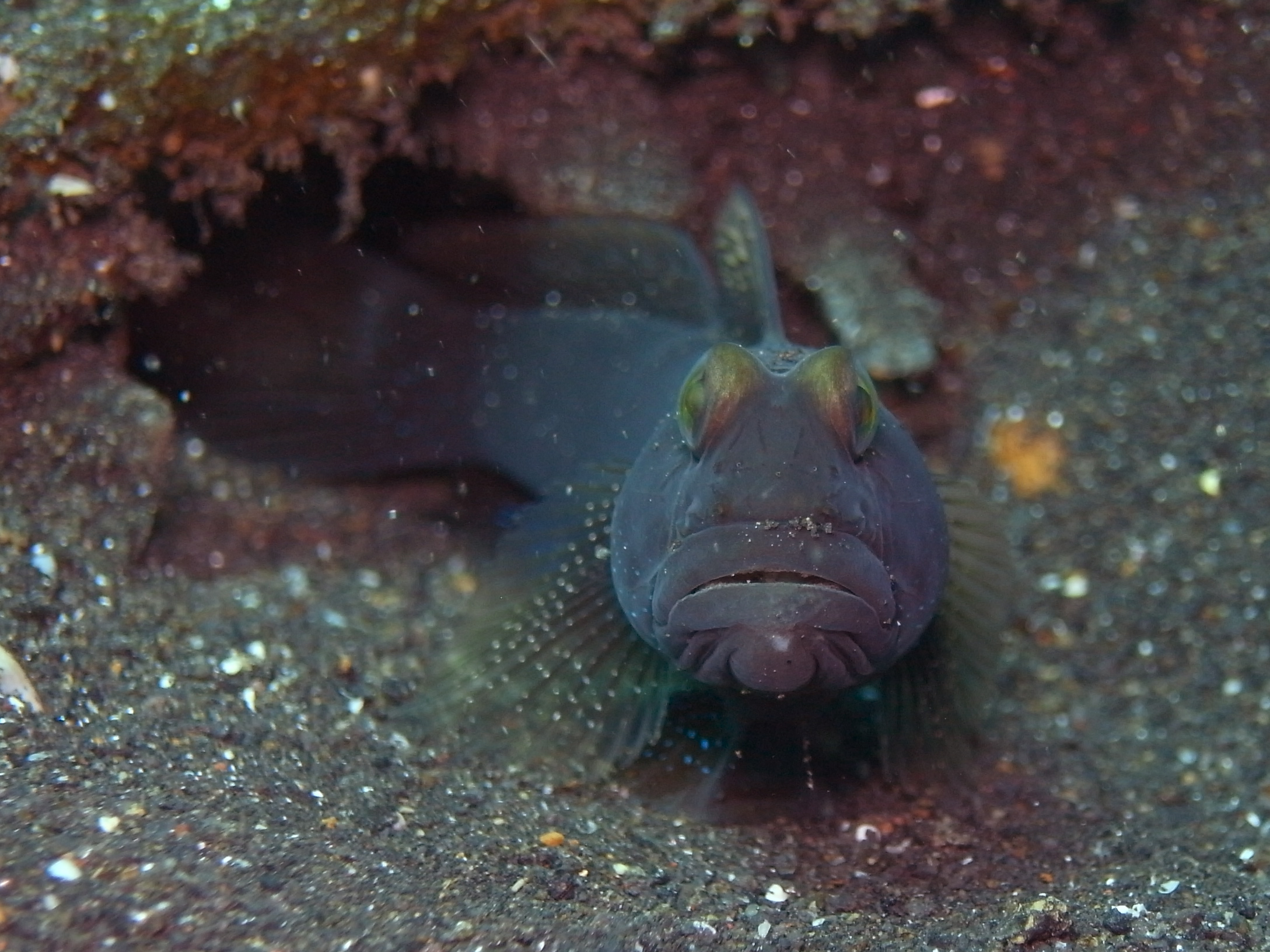
Cryptocentrus fasciatus

La hauteur du corps est d'environ un cinquième de la longueur sans la queue et la longueur de la tête est d'environ un quart de la même longueur. Le museau est très obtus. La mâchoire inférieure comporte une canine de chaque côté. La première épine dorsale est assez grande.

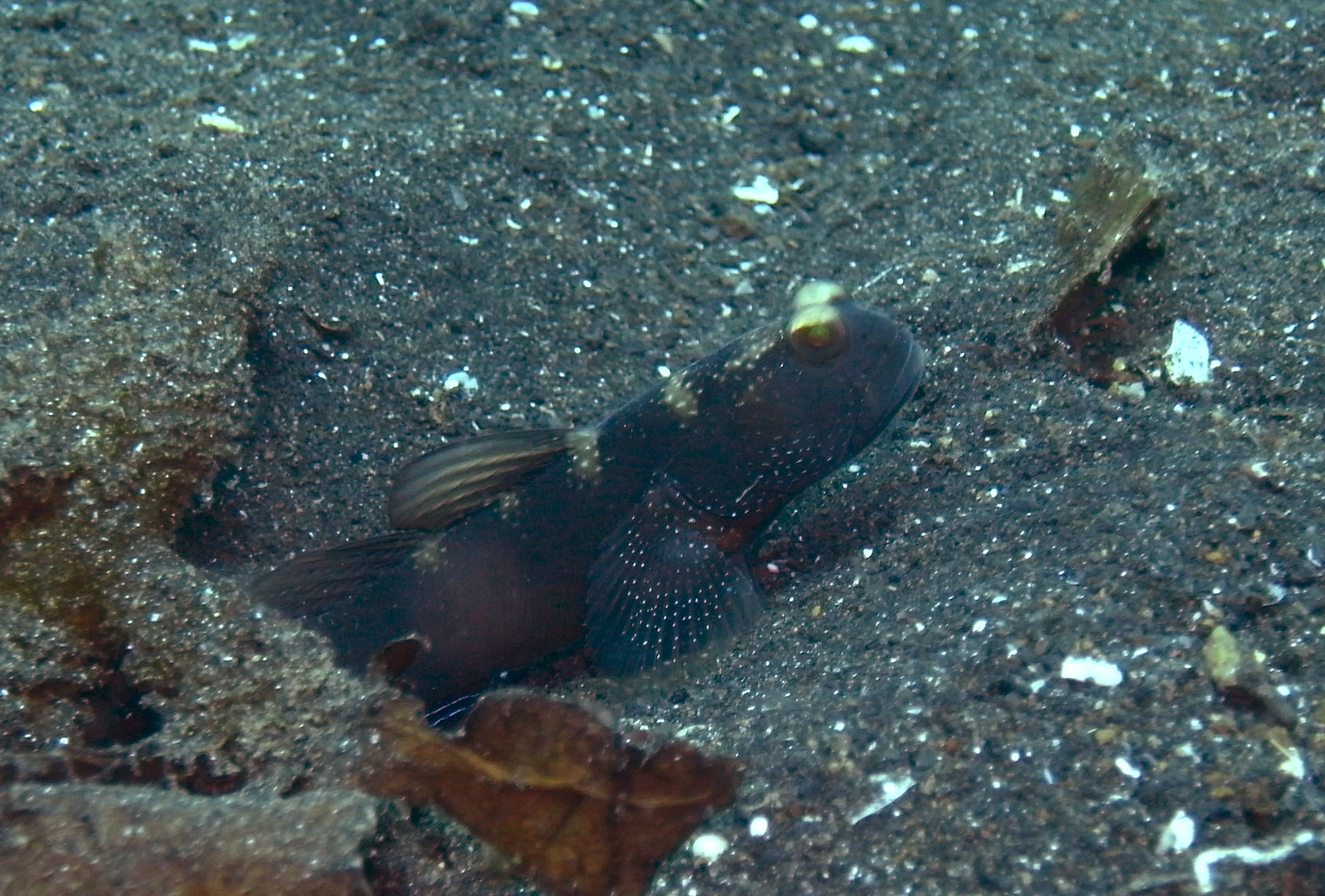
Cryptocentrus fasciatus

Le corps est brun rouge avec quatre bandes transverses plus foncées. La première bande est positionnée en travers du dos avant la nageoire dorsale, la seconde en dessous de la nageoire dorsale épineuse, la troisième en dessous des troisième, quatrième et cinquième rayons dorsaux, et la quatrième sous l'extrémité de la nageoire dorsale molle. La tête a de nombreux petits ocelles bleus bordés de pourpre. Les nageoires dorsales et caudale sont jaunâtres. La partie molle de la première présente environ quatorze rayons longitudinaux bleu foncé. La nageoire anale est brun noirâtre avec sept bandes longitudinales bleues, chacune bordée de pourpre. La nageoire pectorale arbore de nombreux points jaunes. Les nageoires ventrales sont brunâtres à noires.
La coloration peut varier du jaune au totalement noirâtre avec des bandes ou des taches.

## Comportement
Cryptocentrus fasciatus peut partager son terrier avec des crevettes de la famille des Alpheidae. Il peut partager son terrier avec un congénère qui peut être d'une autre couleur. Il peut vivre en petites colonies.
En cas de danger, Cryptocentrus fasciatus se réfugie dans son terrier la queue la première.

## Systématique
L'espèce Cryptocentrus fasciatus a été décrite par le zoologiste britannique Robert Lambert Playfair en 1867 sous le protonyme Gobiosoma fasciatum.

### Publication originale
- Playfair & Günther, 1867 : The Fishes of Zanzibar: Acanthopterygii. J. Van Vorst, London[10] (texte intégral) (Gobiosoma fasciatum p. 72).

### Synonymes
- Gobiosoma fasciatum Payfair, 1867 (protonyme)